# Sandvikens Idrottsförening
Il Sandvikens Idrottsförening, meglio noto come Sandvikens IF o semplicemente Sandviken, è una società calcistica svedese con sede nella città di Sandviken. Milita in Superettan, la seconda divisione del campionato svedese, a seguito della promozione ottenuta al termine della Ettan 2023.

## Storia
Fondato il 6 giugno del 1918, il club ebbe le sue migliori stagioni durante gli anni '30 e tra gli anni '50 e '60. In quei periodi, infatti, diversi giocatori della squadra fecero parte della nazionale svedese, e lo stadio Jernvallen era spesso gremito durante le partite casalinghe. Il primo campionato di Allsvenskan il Sandvikens IF lo disputò nel 1929-1930, mentre il terzo posto nell'Allsvenskan 1935-1936 rappresenta il suo miglior piazzamento di sempre. Alcuni anni più tardi, lo Jernvallen ebbe l'onore di ospitare due partite dei Mondiali 1958.
Dopo la retrocessione giunta al termine della stagione 1961, in quella che fu la ventunesima stagione del club in Allsvenskan, ci si aspettava che il club potesse tornasse presto nella massima serie, ma nei due decenni successivi la squadra perse quattro spareggi e diverse lotte ai vertici della seconda serie nazionale. Nonostante non stesse più militando in Allsvenskan, il 28 maggio 1970 il Sandvikens IF scese in campo nella finale di Coppa di Svezia di quell'anno, anche se poi perse 0-2 contro l'Åtvidabergs FF. La parentesi in seconda serie durò per venticinque anni consecutivi, poi, alla fine del campionato 1986, retrocesse in terza serie. Per un anno, nel 1991, tornò a militare nel secondo livello del calcio svedese, ma la discesa nel terzo livello fu immediata. Seguirono decenni in cui i biancorossi presero parte alla terza o alla quarta serie.
Il primo posto ottenuto nel girone nord del campionato di Ettan 2023 permise al Sandviken di salire nella seconda serie nazionale (nel frattempo ribattezzata Superettan) a 32 anni di distanza dalla precedente parentesi in quella categoria.

## Palmarès

### Competizioni nazionali
- Ettan: 1

2023

### Altri piazzamenti
- Campionato svedese:

Terzo posto: 1935-1936
- Coppa di Svezia:

Finalista: 1969-1970